# Гвардейская улица (Красное Село)
Гварде́йская улица — улица в городе Красное Село Красносельского района Санкт-Петербурга. 
Проходит от Нижнего парка Красного Села на запад.
- До революции называлась Лягушечная.
- В 1918 стала улицей Красного Пахаря.
- В 1948 переименована в 30-летия ВЛКСМ
- Позже — в улицу Победы
- С 1975 — Гвардейская (по другим сведениям ещё в 1979 году была улицей Победы).

Названа в честь гвардейских полков, освобождавших Красное Село. 16 января 1944 года Приказом от 21.01.1944 № 08 45-й гвардейской стрелковой дивизии за освобождение Красного Села было присвоено почётное наименование Красносельской.
С 1765 года в Красном Селе по велению Екатерины II начали проводиться регулярные военные манёвры и учения, в которых она сама принимала участие, и здесь же были расквартированы в тёплое время (на «летних квартирах») гвардейские части Петербургского гарнизона. 
С 1823 года Красное Село становится постоянным местом летнего сбора для учений и манёвров гвардейского корпуса и прикомандированных к нему частей.